# Ángel Martínez Casado
Ángel Martínez Casado (Retuerto, Provincia de León, España, 1947-2024), fue un fraile dominíco, doctor en Historia y licenciado en Teología.
Recibió educación humanística y religiosa en el Colegio La Virgen del Camino, de donde pasó al noviciado en la Orden Dominica en octubre de 1965, en Palencia.
Inicio sus estudios religiosos en Las Caldas de Besaya (Santander) y Salamanca, donde hizo profesión religiosa solemne en 1973.

## Carrera Profesional y Eclesiástica
Su tesis doctoral fue dirigida por el profesor Julio Valdeón Baruque (como indica el propio Ángel Martínez, en la pág 12 de su libro) y editada más tarde por la Editorial San Esteban como Lope de Barrientos.Un intelectual en la corte de Juan II. 
Fue ordenado presbítero el 30 de marzo de 1975.Desde 1976 enseño Historía de la Filosofía griega y medieval en el Instituto Superior de Filosofía de Valladolid (desde 1970, está integrado en la Universidad Pontificia de Salamanca (UPSA) como Centro Superior de Estudios Eclesiásticos).  Simultaneó su actividad docente con los estudios de Historia que culminó en 1981, obteniendo en 1984 el doctorado en Filosofía y Letras, con especialidad en Historia.
Fue también profesor en la Facultad de Teología de San Vicente Ferrer de Valencia y, desde 1996 continuó como profesor de Historia de la Iglesia en la Facultad de San Esteban de Salamanca y en la Facultad de Teología de la Universidad Pontificia de Salamanca. Asimismo impartia cursos monográficos en la Facultad de Filosofía de la Universidad Pontificia de Salamanca de esa misma universidad. A su fallecimiento, compaginaba el cargo de profesor en diferentes centros docentes, con sus trabajos como Bibliotecario del Convento de San Esteban, Director Técnico de la Escuela de Teología Santo Tomás de Aquino en Internet y director del Instituto Superior de Filosofía de Valladolid.
En 2008 fue nombrado Académico Correspondiente de la Real Academia de Doctores de España, siendo apadrinado en el acto, por el también académico dominico Martín Gelabert Ballester. Actuó también como Vicepostulador de Tribunal Eclesiástico encargado del proceso diocesano de canonización de la Madre Teresa María de Jesús Ortega Pardo (Priora del Monasterio de Olmedo, cuyo proceso se clausuró el 18 de julio de 2006. Además colaboró en el Temario para las oposiciones de Secundaria de Filosofía de 2012, en España.
Además ocupó otros cargos conventuales y de colaboración doméstica, como subprior del convento, director y redactor de la revista "Estudios Filosóficos" de 1985 a 1990, archivero, vocal de la comisión provincial de vida intelectual y director perpetuo del Instituto Superior de Filosofía.
Debido a una enfermedad que arrastraba desde mediados de los años 90, en febrero de 2020 fue trasladado desde Salamanca a la enfermería de la Virgen del Camino en León, donde falleció a los 76 años de edad el 13 de marzo de 2024.

### Libros
Sus publicaciones han sido, entre otras por orden de publicación:
- 1994, EDITORIAL SAN ESTEBAN, Título: Lope de Barrientos: Un Intelectual de la Corte de Juan II; ISBN 84-87557-85-6[10]
- 2006, EDITORIAL SAN ESTEBAN, Título: Domingo de Soto: La causa de los pobres, ISBN 84-8260-182-2

### Fe de Errores Editoriales
- 2003, EDITORIAL SAN ESTEBAN, Título: Peña de Francia: Historia, arte, entorno , ISBN 84-8260-125-3 Aunque se le atribuye a Ángel Martínez Casado, realmente lo ha escrito otro dominico del mismo convento, Ángel Pérez Casado.[11]

### Revistas
- 1976, Revista Estudio Filosóficos, Instituto Superior de Filosofía, Valladolid, 182 págs: Título: Índices Generales 1951-1976.En colaboración con Juan Manuel ALMARZA. ISSN 0210-6086.
- 1983, Revista Archivos Leoneses: revista de estudios y documentación de los Reinos Hispano-Occidentales, Nº 74: pag. 263–312, Título: Cátaros en León: testimonio de Lucas de Tuy; ISSN 0004-0630
- 1984, Revista Estudio Filosóficos, Instituto Superior de Filosofía, Valladolid, N.º 33, págs. 59-84, Título: Aristotelismo hispánico en la primera mitad del siglo XII, y págs. 353-359, Título: V centenario de Francisco de Vitoria, ISSN 0210-6086
- 1985, Revista Estudio Filosóficos, Instituto Superior de Filosofía, Valladolid, N.º 34, págs. 545-548, Título: El pensamiento leonés en el siglo XII, ISSN 0210-6086
- 1985, Revista XX Siglos VI, Nº 24, págs. 41-50, Título: Evocación de Lope de Barrientos, ISSN 1130-3948.
- 1996, Revista Archivo Dominicano, EDITORIAL SAN ESTEBAN, Nº 17: págs. 25-64, Título: La situación jurídica de los conversos según Lope de Barrientos, ISSN 0211-5255
- 1997, Revista Estudio Filosóficos, Instituto Superior de Filosofía, Valladolid, N.º 44, págs. 7-38, Título: La filosofía áulica de Lope de Barrientos, ISSN 0210-6086.
- 1997, Revista Ciencia Tomista, EDITORIAL SAN ESTEBAN, Tomo 124, págs. 159-177, Título: Disidencias manifestadas en León en la primera mitad del siglo XIII. ISSN 0210-0398.
- 1998, Revista Studium Legionense, Nº 189, págs. 189-244, Título: La teología leonesa en la primera mitad del siglo XIII, ISSN 0210-8321.
- 2002, Revista Estudio Filosóficos, Instituto Superior de Filosofía, Valladolid, 240 págs: Título: Índices Generales 1977-2001, volúmenes 26-50. ISSN 0210-6086.
- Revista Cuadernos salmantinos de filosofía, Nº 30, 2003, págs. 629-646, Título: Los pobres y Domingo de Soto. ISSN 0210-4857
- 2005, Revista Imágenes de la FE, Sumario nº 397. Noviembre, Sección de Teología, Título: La libertad del pensamiento. Una nueva filosofía para entender a Dios, ISSN 1575-3786
- 2009, Revista Ciencia Tomista, EDITORIAL SAN ESTEBAN, Tomo 136, Nº. 438, págs. 83-100, Título: El Magisterio de Domingo Báñez y su proyección en México. ISSN 0210-0398
- 2009, Revista Estudio Filosóficos, Instituto Superior de Filosofía, Valladolid, Vol. 58, N.º 168, págs. 213-241, Título: La cuestión de la existencia de Dios en los iniciadores de la Escuela de Salamanca, ISSN 0210-6086,
- 2010, Revista Dominicana de Teología 6, págs. 27-43, Título: Las reivindicaciones de fray Bartolomé de la Casas. ISSN 1980-1963.

### Colaboraciones en Libros
- 1983, EDITORIAL OPE, Caleruega, Nueve personajes históricos. págs. 173-188, Título: San Pío V, papa y defensor de la fe, ISBN 84-7188-149-7.
- 1989, Biblioteca de Autores Cristianos (BAIC), Madrid, Santo TOMÁS DE AQUINO, Suma de Teología Parte I-II, cuestiones 1-21. Traducción y referencias técnicas del texto. ISBN 84-220-1351-7.
- 1991, Valladolid, En colaboración con J. M. ALMARZA y J. LÓPEZ: Guía de Valladolid. Rutas históricas y monumentales por la provincia de Valladolid. 111 pp. ISBN 84-87559-02-6.
- 1994, Biblioteca de Autores Cristianos (BAIC), Madrid, Santo TOMÁS DE AQUINO, Suma de Teología Parte II-II (b), cuestiones 80-140: referencias técnicas del texto, págs. 20-390. ISBN 84-7914-118-2
- 1994, Biblioteca de Autores Cristianos (BAIC), Madrid, Santo TOMÁS DE AQUINO, Suma de Teología, vol. V: págs. 819-822: Referencias para completar el texto de la Suma de Teología ISBN 84-7914-149-2.
- 1997, Editores: Universidad de Valladolid y Secretariado de Publicaciones e Intercambio Editorial. Título: La filosofía española en Castilla y León: de los orígenes al Siglo de Oro, (Coordinador: Maximiliano Fartos Martínez ); tres colaboraciones en págs. 71-78; Título: Herejes en Castilla y León en el siglo XIII; págs. 79-86: Título: La escuela aristotélica de León en el siglo XIII; págs. 87-96, Título: Lope de Barrientos. ISBN 84-7762-751-7
- 2000, Coord: Juan Tomás Pastor García, Lorenzo Velázquez Campo y Maximiliano Fartos Martínez , La filosofía española en Castilla y León: de la Ilustración al siglo XX, dos colaboraciones en las págs. 703-712, Título: Santiago Ramírez, y págs. 713-720, Título: Guillermo Fraile. ISBN 84-8448-069-0
- 2001, Biblioteca de Autores Cristianos, Madrid, TOMAS DE AQUINO SANTO. Opúsculos y cuestiones selectas, edición bilingüe, vol. I, pp.671-824, Título: "Las criaturas espirituales”, acomodación del texto, introducción, traducción y notas. ISBN 84-7914-511-0.
- 2001, Edibesa, Madrid, Nuevo año cristiano, Abril, (Coordinador: J. A. MARTÍNEZ PUCHE) págs. 394-407; Título:San Pío V, Papa dominico ISBN 84-8407-203-7.
- 2002, Aben Ezra Ediciones, Madrid, Edición crítica del Tractatus contra Madianitas et Ismaelitas adversarios et detractores fidelium qui de populo israelitico originem traxerunt. En (Coordinador: Carlos del Valle), págs. 119-239, Título: El tratado contra madianitas e ismaelitas de Juan de Torquemada. Contra la discriminación conversa:. ISBN 84-88324-13-8.
- 2003, Biblioteca de Autores Cristianos, Madrid, TOMAS DE AQUINO SANTO. Opúsculos y cuestiones selectas, edición bilingüe, vol. II, pp.293-384, Título: “Cuestión sobre el apetito del bien”. Edición, traducción y notas, Y págs. 619-676-384: tÍTULO: “Cuestión sobre el mal”. Traducción y citas textuales, ISBN 84-7914-664-4.
- 2003, Editorial San Esteban, Salamanca, La ética, aliento de lo eterno", (Coordinador: Luis Méndez Francisco), págs. 173-188. Título: "Derechos de los pobres según Domingo de Soto, ISBN 84-8260-133-4-
- 2005, Biblioteca de Autores Cristianos (BAIC), Madrid, Santo TOMÁS DE AQUINO, Suma de Teología, edición en CD-ROM: Revisión y corrección de la edición.
- 2006, Coord: José Román Flecha Andrés, Miguel Anxo Pena González y Ángel Galindo García, Gozo y esperanza: memorial Prof. Dr. Julio A. Ramos Guerreira, págs. 485-500, Título: El cielo y los sueños: explicación tradicional, ISBN 84-7299-704-9
- 2008, Biblioteca de Autores Cristianos, Madrid, ' TOMAS DE AQUINO SANTO. Opúsculos y cuestiones selectas, edición bilingüe, vol. V, págs.19-328., Título: “Compendio de Teología”. Edición, traducción y notas, y págs. 729-768, Título: “Tratado sobre las razones de la fe”. Edición, traducción y notas, ISBN 84-7914-021-5.
- 2008, Fundación Universitaria Española, Madrid, La cultura española en la historia el barroco: ciclo promovido por la Real Academia de Doctores de España, con el patrocinio del Casino de Madrid, págs. 285-310``; Título: Teología en el barroco. Controversias y devociones, ISBN 978-84-7392-708-6
- 2008, Fundación Universitaria Española, Madrid, La Cultura Española en la Historia. El Renacimiento: págs. 281-300``; Título: “La Escuela de Salamanca, sus grandes maestros dominicos: Lectura actual de su doctrina, ISBN 978-84-7392-707-9.
- 2009, Fundación Universitaria Española, Madrid, La espiritualidad naturalista de fray Luis de Granada:la contemplación de Dios en la naturaleza en la Introducción del símbolo de la fe, de Julián de Cos Pérez de Camino, Tesis Doctoral supervisada por el profesor de la UPSA (Facultad Pontificia de Teología San Esteban) Ángel Martínez Casado. Madrid ISBN 978-84-7392-733-8 Y ISBN 84-7392-733-8
- 2011, EDITORIAL SAN ESTEBAN, Salamanca, El grito y su eco.El sermón de Antón Montesino, con índice de Ramón Hernández Martín, Gregorio Celada y Brian J. Pierce, y estudios de Mauricio Beuchot, Francisco Javier Martínez Real y Jesús Espeja, obra basada en la transcripción del Sermón de Montesinos por el dominico leonés Prof. Ángel Martínez Casado, de las hojas manuscritas de fray Bartolomé de las Casas que se conserva la Biblioteca Nacional.[12] ISBN 978-84-8260-262-2

Ha dirigido la revista Estudios Filosóficos desde 1985 a 1990.

### Conferencias y Cursos Impartidos
- 2003, Dirección del Curso Estival sobre las Órdenes militares, dentro del cual impartió la conferencia titulada Los Monjes Templarios celebrado en El Burgo de Osma, del 4 al 8 de agosto.,[13] impartido dentro de los cursos de verano de la Universidad de Santa Catalina

- 2011. 2º Conferencia del Seminario de Conmemoración del V Centenario, de la UAL, sobre las reivindicaciones que en su día hiciera Fray Bartolomé de las Casas, organizadas por la Universidad de Almería, el Ministerio de Ciencia e Innovación y el CSIC; colaboran también el Vicerrectorado de Cultura, Extensión Universitaria y Deportes; el Vicerrectorado de Profesorado y Ordenación Académica; el Vicerrectorado de Internacionalización y Cooperación al Desarrollo y la Facultad de Humanidades y Ciencias de la Educación de la Universidad de Almería. Las sesiones cuentan con el patrocinio de Asempal y la Cámara de Comercio, el Instituto de Estudios Almerienses de la Diputación provincial, y el Consejo Superior de Investigaciones Científicas (Escuela de Estudios Hispanoamericanos).